# 에너미라인 (1984년 영화)
《에너미라인》(영어: Lassiter 또는 영어: The Magnificent Thief)은 미국에서 제작된 로저 영 감독의 1984년 하이스트 첩보 영화이다. 톰 셀릭, 제인 시모어 등이 출연하였고, 앨버트 S. 러디 등이 제작에 참여하였다.

## 줄거리
1939년 런던. 괴도 닉은 영국 당국과 FBI로부터 나치의 천만 달러 상당 다이아몬드를 훔쳐오도록 강요받는다.

## 출연
- 톰 셀릭 - 닉 래시터 역
- 제인 시모어 - 세라 웰스 역
- 로런 허턴 - 카리 폰퓌르스텐 역
- 밥 호스킨스 - 존 베커 경위 역
- 조 레갈부토 - 피터 브리즈 역
- 에드 로터 - "스모크" 역
- 워런 클라크 - 막스 호퍼 역
- 에드워드 필 - 앨리스 경사 역
- 크리스토퍼 맬컴 - 퀘이드 역
- 해리 토브 - 로저 보드먼 역
- 벌린다 메인 - 헬렌 보드먼 역
- W. 모건 셰퍼드 - 스위니 역
- 브라이언 코번
- 데이비드 워벡

## 기타 제작진
- 협력 제작: 프레더릭 멀러
- 배역: 로즈 터바이어스 쇼
- 미술: 피터 멀린스
- 세트: 잭 스티븐스
- 의상: 바버라 레인
- 분장: 그레이엄 프리본
- 조감독: 패트릭 클레이턴
- 특수 효과: 데이비드 비비스